# Cicurina bullis
Cicurina bullis är en spindelart som beskrevs av James Cokendolpher 2004. Cicurina bullis ingår i släktet Cicurina och familjen kardarspindlar. Inga underarter finns listade i Catalogue of Life.